# Goodbye Casanova
Goodbye Casanova è un film fantasy/romantico del 2000 diretto da Mauro Borrelli e interpretato da Paul Ganus, Yasmine Bleeth, Giancarlo Scandiuzzi, Pamela Gidley, Ellen Bradley e Flea (il bassista dei Red Hot Chili Peppers).

## Trama
Robert è un aspirante romanziere che gestisce una piccola libreria di quartiere. Claudia, sua moglie, è una pittrice di talento. Il matrimonio di Robert e Claudia si sta disintegrando e stanno per firmare le carte del divorzio.
Il leggendario Giacomo Casanova e la sua amante Lavinia sono personaggi intrappolati all'interno di un libro per bambini del XVII secolo. L'imminente divorzio tra Robert e Claudia insieme all'inconsapevole supporto di un gruppo di goffi ladri capitanati da Silent innesca un incantesimo che causa la fuga dei famosi amanti dai confini del libro entrando sotto forma di fantasmi nella vita degli sposi in crisi. Riusciranno i due a salvare l'amore di Robert e Claudia o Giacomo complicherà le cose?

## Premi
- Vincitore "Audience Award" Los Angeles Italian Film Awards (2000)
- Vincitore "Best Set Design" e "Best Art Direction" New York International Independent Film & Video Festival (2000)